# Qruiser
Qruiser var en nätgemenskap för HBTQ-personer som drevs av QX Förlag AB. Qruiser startades år 2000 och var Nordens största community för HBTQ-personer med som mest över 100 000 aktiva medlemmar. Den 1 april 2025 stängde Qruiser ner, efter att ha varit verksam i nästan 25 år.
Qruiser var en virtuell mötesplats där hbtq-personer kunde knyta kontakter med varandra (jfr. engelskans cruising (raggning) som bland annat betecknar sexuellt kontaktskapande mellan män på offentliga platser). Till skillnad från många av sina motsvarigheter i andra länder (till exempel Gayromeo och Gaydar) gjorde Qruiser det möjligt för alla, oavsett kön, att registrera medlemskap på samma sajt, och andelen kvinnor ökade stadigt en tid efter starten. Detta senare förhållande bidrog i sin tur till ett ökat antal heterosexuella män, vilka sökt sig till sajten för att ragga på kvinnor oavsett sexuell läggning. Qruiser användes även för socialt kontaktskapande, på samma sätt som andra sociala medier. Sajten var också öppen både för cispersoner och transpersoner.

## Historik
Qruiser fanns på Internet sedan den 16 juni 2000. Communityn skapades av de frilansande webbutvecklarna Micke Moggia och Jörgen Isaksson på uppdrag av QX Förlag AB. De blev senare anställda på förlaget, där de vidareutvecklade communityn.
Qruiser tog fart 2002 genom införandet av "klubbar". I de olika klubbarna kan medlemmarna diskutera allt från aktuella HBTQ-frågor till att byta kakrecept. I mitten av 2002 hade sajten 25 000 medlemmar och 20 000 dagliga besökare.
År 2005 utsågs Qruiser av tidningen Internetworld som den näst bästa kontaktsajten i Sverige. "Qruiser har revolutionerat gayvärlden", löd motiveringen.
Under december 2006 kritiserades Qruiser av Stockholms Fria Tidning för spridning av barnpornografi. Det rörde sig om att innehåll på sidan uppfattades som barnpornografiskt, men i själva verket inte var det. Det handlade om personer som såg yngre ut än de egentligen var. 

## Medlemsstatistik

Diagram över aktiva medlemmar 2005-2025.
Diagram över medlemmarnas könsfördelningar 2006-2025.   Kille/man   Tjej/kvinna   Annat/Inget
Diagram över medlemmarnas sexuella identiteter 2006-2025.   Homosexuell   Bisexuell   Heterosexuell   Experimentell   Annat/vet ej   Queer
Diagram över medlemmarnas transidentiteter 2006-2025.   Transperson   Transvestit   Intersexuell   Transsexuell   Intergender   Transgender